# 886
| 886                |
| ------------------ |
| Dødsfald - Fødsler |
| • Begivenheder     |

| Gregoriansk kalender | 886 DCCCLXXXVI          |
| Ab urbe condita      | 1639                    |
| Armensk kalender     | 335 ԹՎ ՅԼԵ              |
| Kinesiske kalender   | 3582 – 3583 乙巳 – 丙午 |
| Etiopisk kalender    | 878 – 879               |
| Jødisk kalender      | 4646 – 4647             |
| Hindukalendere       |                         |
| - Vikram Samvat      | 941 – 942               |
| - Shaka Samvat       | 808 – 809               |
| - Kali Yuga          | 3987 – 3988             |
| Iransk kalender      | 264 – 265               |
| Islamisk kalender    | 272 – 273               |

Se også 886 (tal)

## Begivenheder
- Makedoniens konge Leo d. 6. krones.

## Dødsfald
- 29. august – Basileios 1., Østromersk kejser (født 811).